# Xipiu de Cajamarca
El xipiu de Cajamarca (Microspingus alticola) és un ocell de la família dels tràupids (Thraupidae).

## Hàbitat i distribució
Habita matolls àrids dels Andes del nord del Perú.